# فترة الجموح
دَور الحِران أو فترة الجموح (بالإنجليزية: Refractory Period) في علم وظائف الأعضاء هي الفترة التي تتلو نشاطاً ما، تكون فيها الخلية أو العضو غير قادر على تكرار نفس النشاط على الفور. وغالباً ما تكون هذه الفترة بسبب التغيرات التي تطرأ على الخلية بسبب النشاط، تجعلها غير قادرة على تكراره إلى حين استعادة الخلية لوضعية الراحة والقدرة على تكرار النشاط. يمكن تشبيه هذه الفترة بفترة نقاهة أو فترة تحضير.
دور الحِران هو الفترة التي تحتاجها الخلية لإعادة استقطاب الغشاء الخلوي بعد مرور الشارة الحيوية على شكل كمون فعل، تكون فيها غير قادرة على استقبال شارة محفزة جديدة.

## تقسيم دور الحِران
دور الحِران المطلق (بالإنجليزية: absolute refractory period):
وهو الفترة التي تستحيل فيها استثارة الخلية للقيام بنفس العمل مرة أخرى.
دور الحِران النسبي (بالإنجليزية: relative refractory period):
وهو الفترة التي تصعب فيها استثارة الخلية للقيام بنفس العمل مرة أخرى ولكنه ليس مستحيلاً.

## أهمية فترة الجموح في الخلايا
تساعد على منع استقبال جهد فعل جديد في هذه الفترة مما يعطي الوقت للعصبون ليقوم في أثنائها بعملية نقل نشط لأيونات الصوديوم إلى خارج العصبون وأيونات البوتاسيوم إلى داخله عبر مضخة صوديوم-بوتاسيوم لاستعادة حالة الاستقطاب . كما تساهم في جعل السيال العصبي ينتقل في اتجاه واحد.

## انتقال الإشارة

اتجاه تحرّك كمون الفعل يكون نحو الخلايا التي في وضع الاستعداد، ولا يستطيع العودة إلى الخلايا في دور الحران ليستثيرها من جديد، مما يسمح بتحرك الشارة للأمام.

لدور الحِران أهميّة في تحديد مسار الشارة الحيوية في الخلايا، حيث أن الخلية التي قامت للتو بنقل الشارة تنتقل لتدخل طور الحران، وبالتالي تستغرق وقتاً قبل أن تكون على استعداد لاستقبال شارة جديدة. بمعنى أن الشارة التي انتقلت من خلية (أ) إلى خلية (ب) لن يكون بإمكانها الارتداد لتعود إلى الخلية (أ) لأن هذه دخلت الآن طور الحران، ولكنها ستبحث عن خلية (ج) لتنتقل إليها. في العادة الخلية (ج) هي الخلية التالية ل (ب).

## كمون الفعل العصبي

رسم مبسط توضيحي يشرح "دور الحران" في الخلايا العصبية.

تعتمد الأعصاب والعضلات في نقل الشارة المسماة (السيال العصبي) عن طريق التفريغ الكهربائي لتوتر العشاء الخلوي، حيث يمر الغشاء الخلوي بعدة أدوار هي:
1- دور الاستعداد أو دور الراحة ويمتاز بوجود جهد غشائي سالب.
2- دور إزالة الاستقطاب (بالإنجليزية: Depolarization) وهو التفريغ الكهربائي.
3- دور إعادة الاستقطاب (بالإنجليزية: Repolarization) وفيه تعود الشحنة السالبة للتكوّن. وينتهي بالعودة إلى الاستقطاب الأصلي الذي يمثل دور الاستعداد من جديد.
بمعنى آخر فإن الغشاء الخلوي يكون في وضع استقطاب سالب الشحنة هو وضع الراحة، ثم تمر عليه شحنة تخرجه من وضع الاستقطاب فيما يُدعى بإزالة الاستقطاب يتلوها عودة الاستقطاب وفرط استقطابي، ثم يعود إلى الاستقطاب الأصلي.
أثناء إزالة الاستقطاب وإعادة الاستقطاب فإن الغشاء الخلوي يكون في وضع غير مستقر يمتاز بتحركات للأيونات عبره، مما يجعله غير مستقبل للتغيرات الكهربائية الطارئة من حوله، بمعنى أنه لا يمكن استثارة الغشاء الخلوي أثناء فترة زوال استقطابه، ولا في بداية فترة إعادة الاستقطاب، وهذا ما يُدعى بدور الحِران المطلق. أما في المراحل الأخيرة من فترة إعادة الاستقطاب فيمكن لشحنات قوية أن تستثير الغشاء الخلوي وهو ما يُدعى بدور الحِران النسبي.

## كمون الفعل العضلي
يعتبر كمون الفعل العضلي مشابهاً للكمون العصبي، وينجم عن إزالة استقطاب الغشاء الخلوي العضلي الذي يؤدي لفتح قنوات لأيونات الصوديوم، والتي تحدث تغييرات في داخل الخلية العضلية أهمها إخراج أيونات الكالسيوم من مخازنة داخل الخية، مسببا تقلّص الألياف العضلية داخل الخلية العضلية ومن ثَمّ انقباض العضلة. تتراوح مدة كمون الفعل العضلي ما بين 2-4 ميللي ثانية، بينما تحتاج الخلية العضلية إلى 1-3 ميللي ثانية لإعادة الاستقطاب، بمعنى أن كمون الفعل العضلي أطول من دور الحِران في الخلايا العضلية، أو بمعنى آخر فإن كمون الفعل العضلي يدوم إلى ما بعد دور الحِران، وهي حالة خاصة في خلايا العضلات تسمع باستثارة خلية عضلية مستثارة بالفعل. أي أن العضلات لا تعرف دور حِرانٍ حقيقي.

### التكزز
التكزز (من الكزاز) هو تشنج يُصيب العضلات عندما يتم تحفيزها بشكل متلاحق، بحيث ينتج عن تكرار التحفيز انقباض متواصل للألياف العضلية ( الرسوم البيانة أدناه). يحدث التكزز في العضلات الهيكلية بسبب قِصر فترة الحِران فيها، مما يسمح بالتحفيز المتكرر. عضل القلب غير قابل للتكزز بسبب طول دور الحِران فيه، فلا تكون العضلة القلبية مهيأة للانقباض إلا بعد انقضاء دور الحران المطلق هناك، وهو أطول من فترة الانقباض.
|                                                  |                                             |                                                                        |
| تحفيز متكرر للعضلة، بتردد يسمح للعضلة بالانبساط. | تحفيز أسرع للعضلة، بحيث يحصل تكزز غير كامل. | تحفيز بتردد عالي للعضلة، يتسبب في تشنج (انقباض مستمر) للألياف العضلية. |

## كمون الفعل القلبي

دور الحران في كمون الفعل القلبي.

يمر الغشاء الخلوي في الخلايا القلبية بعدة أدوار هي:
- (0) إزالة استقطاب سريعة، يتلوها؛
- فترة إعادة استقطاب بطيئة مقسمة بحسب الأيونات التي تنتقل عبر الغشاء الخلوي لتحقيق إعادة الاستقطاب: (1) (صوديوم) و(2) (كالسيوم) و(3) (بوتاسيوم) ( الرسم البياني). تحتاج هذه العملية إلى وقت أطول من مثيلتها في الخلايا العصبية أو العضلية الأخرى، مما يطيل دور الحِران (1 إلى 3) في خلايا العضلة القلبية.[3]

يمتاز كمون الفعل القلبي بطول فترة إعادة الاستقطاب فيه، مما يعنى أن طول دور الحران يكون أطول منه في الخلايا العصبية أو العضلية. هذا له فوائد على العضلة القلبية منها:
1. يحمي القلب من التسارعات القلبية.
2. ويمنع حدوث الكزاز في عضلة القلب.
3. يحدد اتجاه انتشار الشارة المحفزة في العضلة القلبية.

كما أن التنوع في الأيونات التي تساهم في إعادة الاستقطاب يسمح لأكثر من فئة دوائية بالتأثير على كمون الفعل القلبي، وبالتالي علاج اضطرابات النظم، وتسمى مجموعة الفئات الدوائية المؤثرة على النظم القلبي بمضادات اضطراب النظم.

## وصلات خارجية
- شرح فيزيولوجيا الأعصاب. نسخة محفوظة 19 فبراير 2018 على موقع واي باك مشين. عن صفحة جامعة Eastern Kentucky University. (بالإنجليزية)